# Виктор Сухоруков
Виктор Сухоруков (на руски: Виктор Сухоруков) е известен руски актьор. Народен артист на Русия (2008).

## Избрана филмография
- Брат (1997)
- Брат 2 (2000)
- Жмичка (2005)
- Остров (2006)
- Дима (2017)

|  | Тази страница частично или изцяло представлява превод на страницата „Сухоруков, Виктор Иванович“ в Уикипедия на руски. Оригиналният текст, както и този превод, са защитени от Лиценза „Криейтив Комънс – Признание – Споделяне на споделеното“, а за съдържание, създадено преди юни 2009 година – от Лиценза за свободна документация на ГНУ. Прегледайте историята на редакциите на оригиналната страница, както и на преводната страница, за да видите списъка на съавторите. ВАЖНО: Този шаблон се отнася единствено до авторските права върху съдържанието на статията. Добавянето му не отменя изискването да се посочват конкретни източници на твърденията, които да бъдат благонадеждни. |